# Agência Reguladora de Transportes Públicos do Estado do Rio de Janeiro
A Agência Reguladora de Serviços Públicos Concedidos de Transportes Aquaviários, Ferroviários, Metroviários e de Rodovias do Estado do Rio de Janeiro (AGETRANSP) é a agência reguladora do estado do Rio de Janeiro responsável por fiscalizar a operação e definir o percentual do aumento anual da tarifa dos transportes aquaviários (Barcas Rio), ferroviários (SuperVia), metroviários (MetrôRio) e do pedágio das rodovias estaduais concessionadas (Rota 116 e ViaLagos). Foi criada em 2005, através da Lei Estadual 4.555/2005, sendo uma autarquia especial da administração indireta.